# Reservation Dogs
Reservation Dogs é uma série de televisão de comédia criada por Sterlin Harjo e Taika Waititi para a FX Productions. É uma estreia notável por apresentar todos os escritores e diretores indígenas, junto com um elenco e equipe de produção quase totalmente indígenas americanos. É também a primeira série a ser filmada inteiramente em Oklahoma. A série estreou no FX on Hulu em 9 de agosto de 2021 (Dia Internacional dos Povos Indígenas). Em setembro de 2021, a série foi renovada para uma segunda temporada.

## Premissa
A série acompanha a vida de quatro adolescentes indígenas na zona rural de Oklahoma, enquanto passam seus dias cometendo crimes e combatendo-os, em um esforço para chegar à Califórnia.

## Elenco e personagens

### Principal
- Devery Jacobs como Elora Danan Postoak
- D'Pharaoh Woon-A-Tai como Bear Smallhill
- Lane Factor como Cheese[9]
- Paulina Alexis como Willie Jack

### Recorrente
- Sarah Podemski como Rita, mãe de Bear
- Zahn McClarnon como Policial Big
- Dallas Goldtooth como William "Spirit" Knifeman
- Gary Farmer como Tio Brownie, tio de Elora[10]
- Lil Mike como Mose
- Funny Bone como Mekko[9]
- Elva Guerra como Jackie, líder da máfia NDN
- Jack Maricle como White Steve, membro da máfia NDN
- Jude Barnett como Bone Thug Dog, membro da máfia NDN
- Xavier Bigpond como Weeze, membro da máfia NDN
- Dalton Cramer como Daniel, falecido primo de Willie Jack e amigo dos Rez Dogs, que morreu um ano antes do início do programa
- Kirk Fox como Kenny Boy
- Matty Cardarople como Ansel
- Jon Proudstar como Leon, pai de Willie Jack
- Kimberly Guerrero como Tia B, tia de Willie Jack
- Casey Camp-Horinek como Avó na clínica
- Keland Lee Bearpaw como Danny Bighead

### Convidados
- Garrett Hedlund como David
- Macon Blair como Rob
- Darryl W. Handy como Cleo
- Kaniehtiio Horn como Deer Lady
- Sten Joddi como Punkin Lusty, o afastado pai de Bear, um rapper que mora na Califórnia
- Rhomeyn Johnson como Miles
- Geraldine Keams como avó de Elora
- Bobby Lee como Dr. Kang
- Migizi Pensoneau como Ray Ray
- Jennifer Podemski como mãe de Willie Jack
- Jana Schmieding como Recepcionista da clínica
- Wes Studi como Bucky
- Richard Ray Whitman como Old Man Fixico
- Bobby Wilson como Jumbo
- Bill Burr como Garrett Bobson (Chukogee), ex-treinador de basquete e instrutor de direção de Elora

## Produção

### Desenvolvimento
A série foi relatada pela primeira vez em novembro de 2019 e foi confirmada por Taika Waititi no Twitter logo depois. O relatório inicial anunciou que Waititi estaria co-escrevendo a série com o cineasta nativo americano Sterlin Harjo, que também dividiria as funções de produtor executivo e direção com Waititi. Depois que o piloto foi filmado em Okmulgee, Oklahoma, a FX anunciou um pedido de série para o projeto em dezembro de 2020. A escalação para os quatro atores principais, D'Pharaoh Woon-A-Tai, Deverey Jacobs, Paulina Alexis e a estreante Lane Factor, também foi confirmado neste momento, ao lado de um grupo de estrelas convidadas para ser destaque no episódio piloto. Os locais de filmagem para a fotografia principal da primeira temporada, que terminou em julho de 2021, incluíram Okmulgee, Tulsa, Sand Springs, Beggs, Inola e Terlton, todos no nordeste de Oklahoma. Em 2 de setembro de 2021, a FX renovou a série para uma segunda temporada.
Discutindo sua parceria criativa e respectivos papéis na produção, Waititi enfatizou: "Eu realmente acredito que as pessoas precisam contar suas próprias histórias e principalmente de qualquer área de onde sejam", levando Harjo, que é de Oklahoma, a assumir a liderança do projeto e Waititi assumindo um papel mais coadjuvante. Além disso, muitas das histórias do show são inspiradas por eventos da infância de Harjo.
Parte do processo de desenvolvimento incluiu escalar atores desconhecidos de comunidades indígenas, e os jovens protagonistas, em particular, formaram uma relação de trabalho, muitas vezes em torno de seu amor compartilhado pela comédia indígena. Jacobs e Alexis acrescentaram que se uniram por causa de sua apreciação mútua pelo grupo de esquetes cômicos 1491, vários de cujos membros também trabalham em Reservation Dogs como escritores e atores.

## Lançamento
A série estreou no FX on Hulu nos Estados Unidos em 9 de agosto de 2021. Nos mercados internacionais, ela é distribuída por meio da parte Star do serviço de streaming Disney+. Na América Latina, a série será lançada como original do Star+.

## Recepção
A série tem uma classificação de 100% com uma pontuação média de 8,30 em 10, com base em 33 avaliações no Rotten Tomatoes. O consenso crítico do site diz: "Tardes sem objetivo rendem delícias absurdas em Reservation Dogs, uma comédia discreta que habilmente captura o mal-estar da juventude e da vida de Rez graças em grande parte à sua impressionante equipe central". No Metacritic, o programa tem uma pontuação de 83 em 100, com base em 19 avaliações, indicando "aclamação universal".